# Pauta. Cuadernos de teoría y crítica musical
Pauta. Cuadernos de teoría y crítica musical es una revista mexicana de música de publicación trimestral, fundada por Mario Lavista en enero de 1982.

## Historia
Mario Lavista señaló que un día, preguntándole a Carlos Chávez sobre la ausencia de revista musicales en México, éste le respondió: "si usted quiere que haya revistas de música, haga una. Nadie la va a hacer por usted. No hay de otra." Con esta motivación, en 1981, Lavista decidió contactar a Guillermo Sheridan y a Ignacio Toscano, en ese momento parte de la difusión cultural en la UAM Iztapalapa, para conformar el consejo editorial de una nueva revista musical. A este grupo también se sumaron Francisco "Pancho" Hinojosa y el guitarrista Federico Bañuelos. El nombre de la revista lo propuso Rodolfo Halffter, debido a que para este compositor, no sólo se trataba de un nombre ideal porque se relacionaba con las hojas pautadas donde se escribe música, sino porque sería una revista que marcaría la pauta.
En 1983 el Instituto Nacional de Bellas Artes la coeditó, pero esta responsabilidad pasó al Centro Nacional de Investigación, Documentación e Información Musical (Cenidim) en 1986, la cual terminó en 1997, regresando a CONACULTA, que a partir del 2016 se convirtió en Secretaría de Cultura.
En 2017 se anunció que la revista Pauta tendría una versión digital, pero manteniendo la versión impresa.

### Antecedentes
La tradición de las revistas musicales en México se puede rastrear hasta el siglo XIX, con el Periódico filarmónico de José Mariano Elízaga en 1826. Más tarde, Jaime Nunó estuvo al frente de El semanario musical, seguido de la Gaceta musical de Gustavo E. Campa de 1898. Manuel M. Ponce también fue responsable de la tradición de revistas musicales, promoviendo una en Francia y dos en México; estas dos fueron Cultura musical y Revista musical de México. Una revista llamada Música. Revista mexicana, de los años 30, fue vehículo de publicaciones de José Rolón, Luis Sandi, Eduardo Hernández Moncada, Carlos Chávez y Gerónimo Baquiro Foster. La revista Nuestra música (1946-1952) es otro antecedente de Pauta.
Otro antecedente es la revista Heterofonía de 1968, fundada por la pianista Esperanza Pulido y continuada por el Cenidim, la cual continúa en circulación hasta la fecha con una periodicidad semestral.

### Características

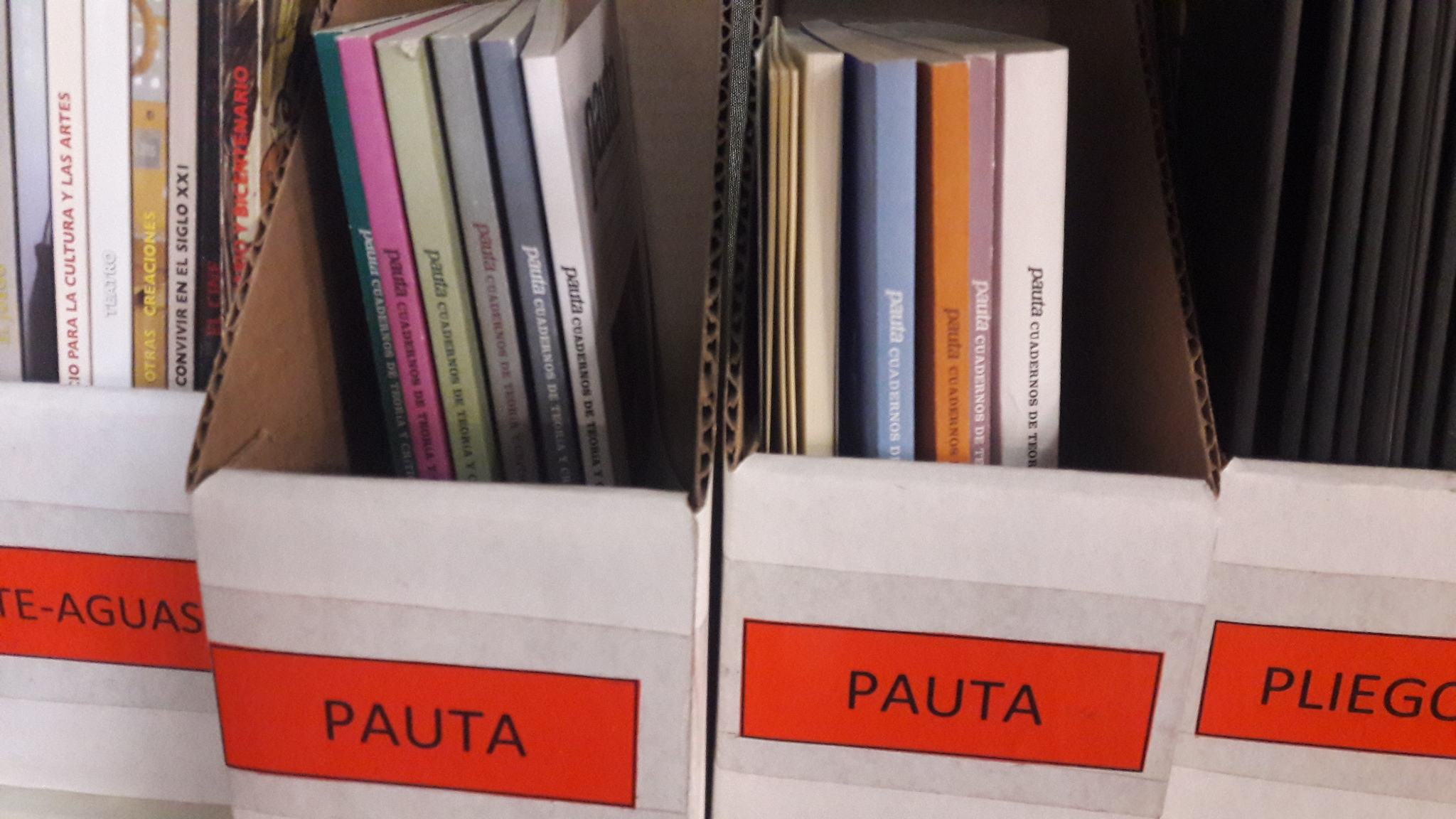
Algunos números de la revista Pauta en la Biblioteca Pública Central Centenario-Bicentenario de Aguascalientes.

Aunque se trate de una revista musical, Pauta tiene un carácter interdisciplinario, pues ha intentado integrar el trabajo de escritores y artistas plásticos. En cada número se pueden encontrar ensayos sobre música, investigaciones originales sobre temas de musicología, historia de la música, así como textos literarios que están relacionados con la música como poemas, cuentos, fragmentos, etc. Asimismo suelen entregar reseñas sobre obras nuevas o del repertorio, así como de nuevos compositores.
La sección «La musa inepta», la cual fue comenzada por Luis Ignacio Helguera y continuada por Juan Arturo Brennan, hace una recopilación de errores de la prensa y los medios mexicanos con respecto a la música académica, así como erratas en los programas de conciertos.
Los artistas plásticos que han participado en la revista ilustran cada uno de los escritos de Pauta con motivos relacionados con algún tema musical.
Lavista señala que es una revista plural, pues se tocan temas musicales de diversa índole, no sólo música académica, desde diversos enfoques, llegando incluso a hablar de Arte sonoro. La revista intenta trazar ligas entre diferentes épocas musicales, de la tradición al presente.

## Colaboradores
- Director: Mario Lavista.
- Como jefe de redacción han pasado Guillermo Sheridan, Juan Villoro, Luis Ignacio Helguera y, desde 2003, Luigi Amara.[3]
- Colaboradores: Federico Bañuelos, Alberto Blanco, Juan Arturo Brennan, Gloria Carmona, Consuelo Carredano, Daniel Catán, Luis Jaime Cortez, Luis Ignacio Helguera, Gerardo Deniz, Miguel Ángel Echegaray, Rodolfo Halffter, Eduardo Lizalde, Eduardo Mata, Ignacio Toscano, Guillermo Sheridan, Juan Villoro, Arturo García Gómez, Rubén López Cano, Vivian Abenshushan, Graciela Paraskevaídis.
- Dibujantes y artistas plásticos: Manuel Felguérez, Vicente Rojo, Francisco Toledo, Juan Soriano, Arnaldo Coen, José Luis Cuevas, Luis López Loza, Knut Pani, entre otros.[6]

## Secciones
- Sumario, el cual tiene al final un fragmento de Luvina de Juan Rulfo:

—¿Qué es? —me dijo.
—¿Qué es qué? —le pregunté.
—Eso, el ruido ese.
—Es el silencio...

- Presentación a cargo del jefe de redacción.
- Artículos, ensayos, poemas, reseñas, críticas.
- Viñetas de compositores
- Notas sin música.
- Libros. Reseñas de libros sobre crítica musical, biografía, musicología o narrativa alusiva a la música académica.
- Discos. Reseñas de discos recientes, sobre todo de música académica latinoamericana o de intérpretes mexicanos y latinoamericanos.
- Tiradero de notas
- La musa inepta. Muestra cómica de los errores que tienen diferentes medios y publicaciones sobre los conciertos, las reseñas y comentarios alusivos a la música clásica. Sección a cargo de Juan Arturo Brennan.
- Colaboradores. Biografías de los colaboradores de cada número.
- Tercera de forros: lección de música. Fragmento de algún escrito sobre música, a cargo de compositores o escritores de renombre.

## Problemas de distribución
Pauta es una revista que ha sobrevivido a los cambios de administración, a crisis económicas y a la distribución restringida que tiene. Aurelio Tello señala que esto se debe a que Pauta, la última revista editada por un compositor, tiene un perfil académico y no ha modificado esta línea. Luis Ignacio Helguera, jefe de redacción de Pauta por 15 años, la llamaba en broma: la revista Pausa, debido a que la mayoría de las veces se retrasaba su publicación.

Pauta existe hoy porque hemos podido superar los sucesivos cambios de funcionarios y de prioridades en las instituciones culturales…
Mario Lavista